# Дин, Марджа
Ма́ргарит Лу́из Скли́рис-Альва́рес (англ. Marguerite Louise Skliris-Alvarez; 7 апреля 1922, Чикаго, Иллинойс, США — 23 июня 2023, Ранчо-Кукамонга, Калифорния), более известная под сценическим псевдонимом Ма́рджа Дин (англ. Margia Dean) — американская актриса, продюсер, модель и бизнесвумен. Известна по фильмам категории B, а также как победительница конкурса красоты «Мисс Калифорния» (1939).

## Биография
Маргарит Луиз Склирис родилась 7 апреля 1922 года в Чикаго младшей из трёх дочерей в семье греческого адвоката Эвангелоса Склириса. Прапрадед Маргарит являлся регентом Королевства Греция, а дед владел всеми железными дорогами в этой стране. Её родители иммигрировали в США из Афин в 1913 году. Семья переехала в Сан-Франциско (Калифорния), когда Маргарит было четыре года.
В возрасте семи лет начала выступать на театральной сцене. Также в ранние годы стала моделью.
В 1939 году стала «Мисс Сан-Франциско» и «Мисс Калифорния».
В 1944 году дебютировала в кино, взяв сценический псевдоним Марджа Дин.
В 1954 году президент киностудии 20th Century Fox Спирос Скурас, также грек по происхождению, рекомендовал Дин режиссёру Майклу Кёртису на роль Нефер в фильме «Египтянин», однако её незадолго до того уже получила Белла Дарви. Кит Паркер, основатель дистрибьюторской компании Kit Parker Films, отмечал, что Скураса ошибочно подозревали в любовной связи с Дин, причиной чему, по мнению Паркера, мог послужить тот факт, что актриса встречалась с его сыном Платоном Скурасом.
В 1964 году, разочаровавшись ролями в малобюджетных фильмах, Дин оставила актёрскую карьеру и занялась бизнесом.
Скончалась 23 июня 2023 года на 102-м году жизни.

## Личная жизнь
В 1939—1945 годах была замужем за Хэлом Фишером, с которым развелась.
С 1965 года была замужем за бразильским архитектором Фелипе Альваресом.

## Фильмография

### Актриса
- 1944 — Casanova in Burlesque[англ.]
- 1944 — Call of the South Seas[англ.]
- 1944 — Take It Big[англ.]
- 1944 — The Desert Hawk[англ.]
- 1944 — Delinquent Daughters[англ.]
- 1944 — Minstrel Man[англ.]
- 1945 — Earl Carroll Vanities[англ.]
- 1945 — Сила Свистуна
- 1945 — Crime Doctor’s Warning
- 1945 — Who’s Guilty?[англ.]
- 1947 — Living in a Big Way[англ.]
- 1948 — Shep Comes Home[англ.]
- 1949 — I Shot Jesse James[англ.]
- 1949 — Rimfire[англ.]
- 1949 — Grand Canyon[англ.]
- 1949 — Ringside[англ.]
- 1949 — Treasure of Monte Cristo[англ.]
- 1949 — Tough Assignment[англ.]
- 1949 — Red Desert
- 1950 — The Baron of Arizona[англ.]
- 1950 — Western Pacific Agent[англ.]
- 1950 — Motor Patrol
- 1950 — Hi-Jacked[англ.]
- 1950 — The Return of Jesse James[англ.]
- 1950 — Dick Tracy
- 1950 — The Bandit Queen[англ.]
- 1951 — Fingerprints Don’t Lie[англ.]
- 1951 — Mask of the Dragon[англ.]
- 1951 — Tales of Robin Hood[англ.]
- 1951 — Pier 23[англ.]
- 1951 — Kentucky Jubilee[англ.]
- 1951 — За стенами тюрьмы Фолсом
- 1951 — Savage Drums[англ.]
- 1951 — Take Care of My Little Girl[англ.]
- 1951 — Racket Squad[англ.]
- 1951 — Leave It to the Marines[англ.]
- 1951 — Sky High[англ.]
- 1951 — FBI Girl[англ.]
- 1951 — Супермен и люди-кроты
- 1952 — Кредитная акула
- 1952 — Adventures of Superman[англ.]
- 1952 — Mr. Walkie Talkie[англ.]
- 1953 — Love’s A-Poppin'
- 1953 — Mesa of Lost Women[англ.]
- 1953 — Грехи Иезавели
- 1953 — The Revlon Mirror Theater[англ.]
- 1953 — The Pepsi-Cola Playhouse[англ.]
- 1954 — Fangs of the Wild[англ.]
- 1955 — The Lonesome Trail[англ.]
- 1955 — Эксперимент Куотермасса
- 1955 — I Spy[англ.]
- 1955 — Last of the Desperados
- 1955 — The Joe Palooka Story
- 1956 — The Revolt of Mamie Stover[англ.]
- 1956 — Frontier Gambler
- 1956 — Stagecoach to Fury[англ.]
- 1957 — Badlands of Montana[англ.]
- 1958 — Ambush at Cimarron Pass[англ.]
- 1958 — Villa!![англ.]
- 1960 — The Secret of the Purple Reef[англ.]
- 1961 — The Big Show[англ.]
- 1961 — Seven Women from Hell[англ.]
- 1964 — Moro Witch Doctor[англ.]

### Продюсер
- 1961 — The Long Rope[англ.]
- 1964 — The Horror of It All[англ.]